# Morgan Stanley
Morgan Stanley este una dintre cele mai mari și importante bănci de investiții din lume.
Având sediul în New York City, compania oferă diverse produse și servicii financiare (brokeraj, management-ul activelor, investiții alternative, consultanță) clienților acesteia, care pot fi individuali, corporativi sau chiar guvernamentali. Morgan Stanley este prezentă în 30 de țări și are 45.000 de angajați (în anul 2009).
Spre sfârșitul anului 2008, Mitsubishi UFJ Financial Group a investit nouă miliarde de dolari pentru 21% din acțiunile Morgan Stanley.
Cifra de afaceri în 2008: 62,2 miliarde USD
Venit net în 2008: 1,7 miliarde USD